# Ral·li d'Alemanya

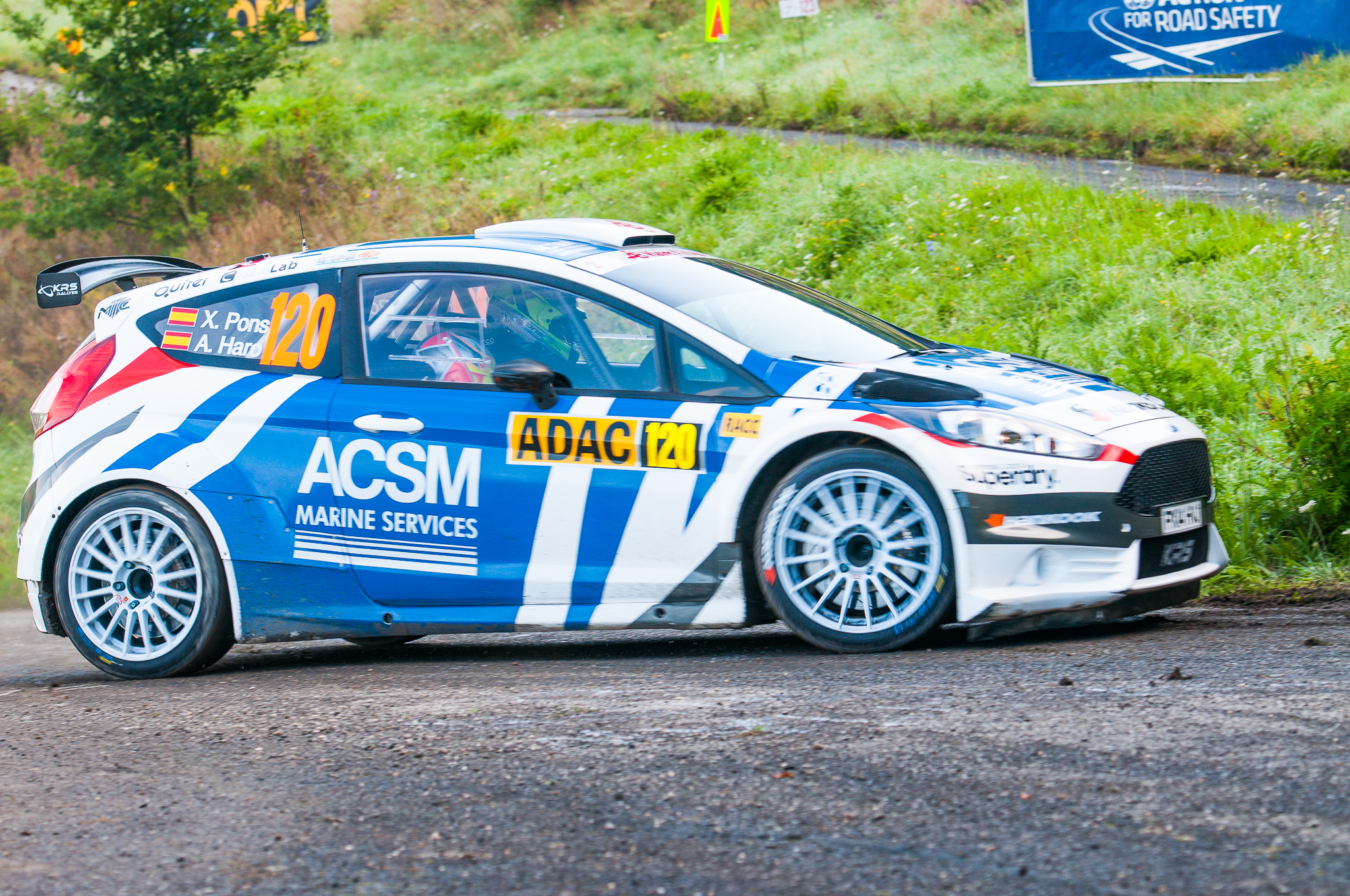
Xevi Pons amb el Ford Fiesta R5 a l'edició del 2014

El Ral·li d'Alemanya, oficialment anomenat en alemany ADAC Rallye Deutschland, és un ral·li que forma part del Campionat Mundial de Ral·lis des del 2002, tot i que moltes de les seves edicions també van formar part del Campionat d'Europa de Ral·lis.
Actualment, la prova se celebra als voltants de Trèveris i discorre totalment sobre asfalt. Una part important del seu atractiu s'origina en la combinació canviant de característiques de la pista que es troba al llarg dels tres dies de prova. La primera jornada del ral·li transcorre per les montanyes que rodegen al riu Mosel·la per carreteres entre vinyes; la segona jornada transcorre per les icòniques carreteres militars de la "Pazerplatte" amb la presència de perilloses roques als vorals conegudes per "Hinkelstones", mentre que la tercera jornada transcorre per trams d'alta velocitat i curves molt ràpides, interrompudes de tant en quant per girs tancats, del entorn de Saarland.
El pilot amb un nombre més gran de victòries en aquesta prova és el francès Sébastien Loeb amb un total de nou victòries, vuit de les quals les obtingué de forma consecutiva entre 2001 i 2010 (l'edició de 2009 no es va disputar). Per darrere de Loeb, el segueixen en nombre de victòries l'alemany Dieter Depping, el francès Sébastien Ogier i l'estonià Ott Tänak amb tres victòries cadascú d'ells.
Pel que fa a marques, Citroën amb dotze victòries és clarament el fabricant amb un nombre més gran de victòries al Ral·li d'Alemanya.

## Guanyadors
A 24 d'agost de 2022
| Any  | Edició                          | Pilot             | Copilot               | Cotxe                      | Camp. |
| ---- | ------------------------------- | ----------------- | --------------------- | -------------------------- | ----- |
| 1982 | 1. Rallye Deutschland           | Erwin Weber       | Mathias Berg          | Opel Ascona 400            |       |
| 1983 | 2. Rallye Deutschland           | Walter Röhrl      | Christian Geistdörfer | Lancia 037                 |       |
| 1984 | 3. Rallye Deutschland           | Hannu Mikkola     | Christian Geistdörfer | Audi Quattro Sport         |       |
| 1985 | 4. Rallye Deutschland           | Kalle Grundel     | Peter Diekmann        | Peugeot 205 Turbo 16       | ERC   |
| 1986 | 5. Rallye Deutschland           | Michèle Mouton    | Terry Harriman        | Peugeot 205 Turbo 16       | ERC   |
| 1987 | 6. Rallye Deutschland           | Jochi Kleint      | Manfred Hiemer        | VW Golf GTI 16V            | ERC   |
| 1988 | 7. Rallye Deutschland           | Robert Droogmans  | Ronny Joosten         | Ford Sierra RS Cosworth    | ERC   |
| 1989 | 8. Rallye Deutschland           | Patrick Snijers   | Dany Colebunders      | Toyota Celica GT-4         | ERC   |
| 1990 | 9. Rallye Deutschland           | Robert Droogmans  | Ronny Joosten         | Lancia Delta Integrale 16V | ERC   |
| 1991 | 10. Rallye Deutschland          | Piero Liatti      | Luciano Tedeschini    | Lancia Delta Integrale 16V | ERC   |
| 1992 | 11. Rallye Deutschland          | Erwin Weber       | Manfred Hiemer        | Mitsubishi Galant VR-4     | ERC   |
| 1993 | 12. Rallye Deutschland          | Patrick Snijers   | Dany Colebunders      | Ford Escort RS Cosworth    | ERC   |
| 1994 | 13. Rallye Deutschland          | Dieter Depping    | Peter Thul            | Ford Escort RS Cosworth    | ERC   |
| 1995 | 14. Rallye Deutschland          | Enrico Bertone    | Massimo Chiapponi     | Toyota Celica GT-4         | ERC   |
| 1996 | 15. Rallye Deutschland          | Dieter Depping    | Fred Berssen          | Ford Escort Cosworth       | ERC   |
| 1997 | 16. Rallye Deutschland          | Dieter Depping    | Dieter Hawranke       | Ford Escort Cosworth       | ERC   |
| 1998 | 17. Rallye Deutschland          | Matthias Kahle    | Dieter Schneppenheim  | Toyota Corolla WRC         | ERC   |
| 1999 | 18. Rallye Deutschland          | Armin Kremer      | Fred Berssen          | Subaru Impreza WRC         | ERC   |
| 2000 | 19. Rallye Deutschland          | Henrik Lundgaard  | Jens-Christian Anker  | Toyota Corolla WRC         | ERC   |
| 2001 | 20. Rallye Deutschland          | Philippe Bugalski | Jean-Paul Chiaroni    | Citroën Xsara WRC          | ERC   |
| 2002 | 21. ADAC Rallye Deutschland     | Sébastien Loeb    | Daniel Elena          | Citroën Xsara WRC          | WRC   |
| 2003 | 22. ADAC Rallye Deutschland     | Sébastien Loeb    | Daniel Elena          | Citroën Xsara WRC          | WRC   |
| 2004 | 23. OMV ADAC Rallye Deutschland | Sébastien Loeb    | Daniel Elena          | Citroën Xsara WRC          | WRC   |
| 2005 | 24. OMV ADAC Rallye Deutschland | Sébastien Loeb    | Daniel Elena          | Citroën Xsara WRC          | WRC   |
| 2006 | 25. OMV ADAC Rallye Deutschland | Sébastien Loeb    | Daniel Elena          | Citroën Xsara WRC          | WRC   |
| 2007 | 26. ADAC Rallye Deutschland     | Sébastien Loeb    | Daniel Elena          | Citroën C4 WRC             | WRC   |
| 2008 | 27. ADAC Rallye Deutschland     | Sébastien Loeb    | Daniel Elena          | Citroën C4 WRC             | WRC   |
| 2009 | No disputat                     | No disputat       | No disputat           | No disputat                |       |
| 2010 | 28. ADAC Rallye Deutschland     | Sébastien Loeb    | Daniel Elena          | Citroën C4 WRC             | WRC   |
| 2011 | 29. ADAC Rallye Deutschland     | Sébastien Ogier   | Julien Ingrassia      | Citroën DS3 WRC            | WRC   |
| 2012 | 30. ADAC Rallye Deutschland     | Sebastien Loeb    | Daniel Elena          | Citroën DS3 WRC            | WRC   |
| 2013 | 31. ADAC Rallye Deutschland     | Dani Sordo        | Carlos del Barrio     | Citroën DS3 WRC            | WRC   |
| 2014 | 32. ADAC Rallye Deutschland     | Thierry Neuville  | Nicolas Gilsoul       | Hyundai i20 WRC            | WRC   |
| 2015 | 33. ADAC Rallye Deutschland     | Sébastien Ogier   | Julien Ingrassia      | Volkswagen Polo R WRC      | WRC   |
| 2016 | 34. ADAC Rallye Deutschland     | Sébastien Ogier   | Julien Ingrassia      | Volkswagen Polo R WRC      | WRC   |
| 2017 | 35. ADAC Rallye Deutschland     | Ott Tänak         | Martin Järveoja       | Ford Fiesta WRC            | WRC   |
| 2018 | 36. ADAC Rallye Deutschland     | Ott Tänak         | Martin Järveoja       | Toyota Yaris WRC           | WRC   |
| 2019 | 37. ADAC Rallye Deutschland     | Ott Tänak         | Martin Järveoja       | Toyota Yaris WRC           | WRC   |
| 2020 | No disputat                     | No disputat       | No disputat           | No disputat                |       |
| 2021 | No disputat                     | No disputat       | No disputat           | No disputat                |       |